# MacBook Pro
MacBook Pro este un calculator portabil produs de compania Apple.

## MacBook Pro, ediția din 2008

### Carcasa
Carcasa este realizată dintr-un singur bloc de aluminiu. Structura ei este unibody, ca și la unele modele de MacBook și MacBook Air ceea ce are ca scop creșterea rezistenței la impact.